# Sárkánykirályság
A Sárkánykirályság (eredeti cím: Blazing Dragons) kanadai televíziós rajzfilmsorozat, amelynek alkotója Terry Jones és Gavin Scott volt. Kanadában 1996. szeptember 9. és 1998. február 16. között a Teletoon vetítette, Magyarországon korábban a TV2, később a Super TV2 sugározta, 2016. szeptember 26-ától a Kiwi TV tűzte műsorra.

## Cselekmény
A sorozat több középkorban játszódó történet, leginkább a Kerekasztal lovagjai-nak paródiája.
A cselekmény a középkorban játszódik, Camilluk várában. A vár Pörzs király irányítása alatt áll, aki a nép megvédésén dolgozik a Négyzetasztal lovagjaival, akik: Sir Tűzlegott, Sir Salakkő, Sir Túlhevült, Sir Tündöklő (Pörzs király nevelt fia) és Sir Hideshock. A történet kiemelt szereplője Sir Hideshock, a királynő kedvenc lovagja, aki lusta, egoista és folyton eszik; valamint az ő apródja, Pilács, a feltaláló, aki igyekszik elnyerni a lovagi címet, és aki baráti viszonyt ápol Pörzs király lányával, Perzselke hercegnővel. A négyzetasztal lovagjainak gyakran kell megküzdeniük a szomszédos Düledék vár vezérével, Rőtripő gróffal, aki 3 sötét lovagjával azon igyekezik hogy elfoglalja a sárkányok várát.

## Magyar szinkron
A szinkront a TV2 csoport megbízásából a Masterfilm Digital készítette.
- Forgács Gábor – Pörzs király
- Némedi Mari – Parázs királyné
- Mezei Kitty – Perzselke hercegnő
- Juhász Zoltán – Pilács
- Sótonyi Gábor – Sir Hideshock
- Bognár Tamás – Rőtripő gróf
- Szokol Péter – Sir Túlhevült
- Presits Tamás
- Papucsek Vilmos
- Posta Victor
- Kisfalusi Lehel
- Élő Balázs
- Kis Horváth Zoltán
- Fehér Péter
- Joó Gábor
- Harcsik Róbert

Magyar szöveg: Sebestyén Magdolna
Hangmérnök: Pap Krisztián
Vágó: Baja Gábor
Gyártásvezető: Kovács Mariann
Szinkronrendező: Gellén Attila

## Epizódok
| #            | Magyar cím                 | Eredeti cím                       |
| ------------ | -------------------------- | --------------------------------- |
|              |                            |                                   |
| ELSŐ ÉVAD    |                            |                                   |
|              |                            |                                   |
| 01.          | A Szent Seregély keresése  | The Quest for the Holy Quail      |
|              |                            |                                   |
| 02.          | Ajándék Parázs királynénak | A Gift for Griddle                |
|              |                            |                                   |
| 03.          | A lovagi torna             | Tournament Day                    |
|              |                            |                                   |
| 04.          | Exkardibur                 | Excaliburn                        |
|              |                            |                                   |
| 05.          | A szűzmentő őrjárat        | Newt for a Day                    |
|              |                            |                                   |
| 06.          | A Négyszögasztal hölgyei   | Knights & Knightresses            |
|              |                            |                                   |
| 07.          | A vészterhes varázstükör   | Merle's Mirror                    |
|              |                            |                                   |
| 08.          | Reneszánsz sárkány         | Renaissance Dragon                |
|              |                            |                                   |
| 09.          | A nagy íjászverseny        | Robbing Hoodlum                   |
|              |                            |                                   |
| 10.          | A bölcsek köve             | The Stone of Wisdom               |
|              |                            |                                   |
| 11.          | Hősök és remeték           | Hermits & Heroes                  |
|              |                            |                                   |
| 12.          | Sir Füles                  | Sir Hare                          |
|              |                            |                                   |
| 13.          | Az alvó Rózsika            | Bleepin' Beauty                   |
|              |                            |                                   |
| MÁSODIK ÉVAD |                            |                                   |
|              |                            |                                   |
| 14.          |                            | A Killer Makeover                 |
| 14.          | The Age of Retention       |                                   |
|              |                            |                                   |
| 15.          |                            | The Lost Ruby Hat of Omar the Ham |
| 15.          | Achy Breaky Mace           |                                   |
|              |                            |                                   |
| 16.          |                            | Shamrocks and Shenanigans         |
| 16.          | Three Dragons and a Baby   |                                   |
|              |                            |                                   |
| 17.          |                            | King for a Day                    |
| 17.          | Erik the Well-Read         |                                   |
|              |                            |                                   |
| 18.          |                            | Chain Mail Letter                 |
| 18.          | You Dim Sum, You Lose Some |                                   |
|              |                            |                                   |
| 19.          |                            | Excalibroke                       |
| 19.          | Infernal Flame             |                                   |
|              |                            |                                   |
| 20.          |                            | MacBreath                         |
| 20.          | Attila's Hot Buns          |                                   |
|              |                            |                                   |
| 21.          |                            | The Isle of Dwight                |
| 21.          | Ice Try                    |                                   |
|              |                            |                                   |
| 22.          |                            | Single Green Dragon               |
| 22.          | Sphinx Jinx                |                                   |
|              |                            |                                   |
| 23.          |                            | Griddle's Sleepless Knights       |
| 23.          | Whine & Roses              |                                   |
|              |                            |                                   |
| 24.          |                            | The Reign in Spain                |
| 24.          | Geoffrey's Evil Pancakes   |                                   |
|              |                            |                                   |
| 25.          |                            | The Golden Thimble of Theodora    |
| 25.          | Seven Dragon Sins          |                                   |
|              |                            |                                   |
| 26.          |                            | Quest to Success                  |
| 26.          | Slay the Dragon            |                                   |